# Coppa Sabatini
Coppa Sabatini - Gran Premio città di Peccioli är ett italienskt endagslopp i landsvägscykling som arrangerats årligen sedan 1952 (med undantag för 1977) i provinsen Pisa i regionen Toscana. Loppet ingick i UCI Europe Tour från 2005 till 2019 (klassificerat som 1.1) och överfördes till UCI ProSeries när denna skapades 2020.
Loppet är uppkallat efter den italienske landsvägscyklisten Giuseppe Sabatini (1915-1951) som föddes i Peccioli där loppet, med något enstaka undantag, har haft start och mål sedan dess första upplaga. Det körs i olika slingor som innehåller några stigningar på 130 till 200 höjdmeter och avgörs ofta på den sista klättringen upp till mållinjen (1,4 km med en stigning på 5,6 %).

## Podieplaceringar
| År                       | Vinnare                   | Tvåa                   | Trea                 |
| ------------------------ | ------------------------- | ---------------------- | -------------------- |
| 1952                     | Primo Volpi               | Enzo Nannini           | Rino Angelini        |
| 1953                     | Primo Volpi               | Odino Bardarelli       | Dante Rivola         |
| 1954                     | Rino Benedetti            | Bruno Landi            | Bruno Tognaccini     |
| 1955                     | Angelo Miserocchi         | Luciano Morini         | Giuseppe Pintarelli  |
| 1956                     | Idrio Bui                 | Guido Carlesi          | Lino Grassi          |
| 1957                     | Gianbattista Gabelli      | Giacomo Fini           | Vinicio Marsili      |
| 1958                     | Giuseppe Pardini          | Vinicio Marsili        | Franco Boschi        |
| 1959                     | Rino Benedetti            | Giuseppe Fallarini     | Graziano Battistini  |
| 1960                     | Graziano Battistini       | Cleto Maule            | Armando Casodi       |
| 1961                     | Dino Bruni                | Giuseppe Pardini       | Jos Hoevenaars       |
| 1962                     | Alfredo Sabbadin          | Ercole Baldini         | Luigi Maserati       |
| 1963                     | Dino Bruni                | Bruno Mealli           | Walter Leto          |
| 1964                     | Italo Zilioli             | Graziano Battistini    | Franco Bitossi       |
| 1965                     | Luciano Armani            | Graziano Battistini    | Ugo Colombo          |
| 1966                     | Franco Bitossi            | Luciano Armani         | Tommaso De Pra       |
| 1967                     | Michele Dancelli          | Franco Bitossi         | Luciano Armani       |
| 1968                     | Franco Bitossi            | Wladimiro Panizza      | Renato Laghi         |
| 1969                     | Romano Tumellero          | Gianfranco Bianchin    | Franco Mori          |
| 1970                     | Gösta "Fåglum" Pettersson | Patrick Sercu          | Mauro Simonetti      |
| 1971                     | Roberto Poggiali          | Adriano Amici          | Donato Giuliani      |
| 1972                     | Antoine Houbrechts        | Albert Van Vlierberghe | Enrico Maggioni      |
| 1973                     | Mauro Simonetti           | Roger De Vlaeminck     | Franco Bitossi       |
| 1974                     | Wilmo Francioni           | Donato Giuliani        | Franco Bitossi       |
| 1975                     | Giovanni Battaglin        | Celestino Vercelli     | Pierino Gavazzi      |
| 1976                     | Piero Spinelli            | Giacinto Santambrogio  | Wilmo Francioni      |
| \| 1977 \| ej arrangerat |                           |                        |                      |
| 1978                     | Francesco Moser           | Giuseppe Saronni       | Franco Bitossi       |
| 1979                     | Leonardo Mazzantini       | Graziano Salvietti     | Carmelo Barone       |
| 1980                     | Gianbattista Baronchelli  | Giuseppe Saronni       | Francesco Moser      |
| 1981                     | Claudio Bortolotto        | Giancarlo Casiraghi    | Alessandro Paganessi |
| 1982                     | Giuseppe Saronni          | Pierino Gavazzi        | Francesco Moser      |
| 1983                     | Moreno Argentin           | Davide Cassani         | Marino Lejarreta     |
| 1984                     | Silvano Contini           | Pierino Gavazzi        | Claudio Corti        |
| 1985                     | Marino Amadori            | Acácio da Silva        | Marino Lejarreta     |
| 1986                     | Jean-François Bernard     | Jaanus Kuum            | Marco Giovannetti    |
| 1987                     | Gianni Bugno              | Pierino Gavazzi        | Walter Magnago       |
| 1988                     | Claudio Corti             | Laurent Bezault        | Marco Votolo         |
| 1989                     | Maurizio Fondriest        | Antonio Fanelli        | Jürg Bruggmann       |
| 1990                     | Moreno Argentin           | Andreas Kappes         | Maurizio Fondriest   |
| 1991                     | Franco Chioccioli         | Stefano Colagè         | Franco Ballerini     |
| 1992                     | Stefano Zanini            | Andrei Tchmil          | Simone Biasci        |
| 1993                     | Claudio Chiappucci        | Giorgio Furlan         | Pjotr Ugrjumov       |
| 1994                     | Maurizio Fondriest        | Francesco Casagrande   | Claudio Chiappucci   |
| 1995                     | Davide Cassani            | Alessio Di Basco       | Stefano Colagè       |
| 1996                     | Bjarne Riis               | Gianni Faresin         | Claudio Chiappucci   |
| 1997                     | Andrea Tafi               | Alessandro Bertolini   | Davide Rebellin      |
| 1998                     | Emmanuel Magnien          | Michele Bartoli        | Davide Rebellin      |
| 1999                     | Dmitri Konyschew          | Marco Serpellini       | Mauro Zanetti        |
| 2000                     | Andrei Tchmil             | Gianni Faresin         | Sergio Barbero       |
| 2001                     | Dmitri Konyschew          | Serge Baguet           | Paolo Bettini        |
| 2002                     | Paolo Bettini             | Andrea Ferrigato       | Ruggero Marzoli      |
| 2003                     | Paolo Bossoni             | Luca Paolini           | Mirko Celestino      |
| 2004                     | Jan Ullrich               | Franco Pellizotti      | Michael Boogerd      |
| 2005                     | Alessandro Bertolini      | Rinaldo Nocentini      | Mirko Celestino      |
| 2006                     | Giovanni Visconti         | Ruggero Marzoli        | Enrico Gasparotto    |
| 2007                     | Giovanni Visconti         | Fränk Schleck          | Mikhaylo Khalilov    |
| 2008                     | Mikhaylo Khalilov         | Filippo Pozzato        | Stefano Garzelli     |
| 2009                     | Philippe Gilbert          | Giovanni Visconti      | Leonardo Bertagnolli |
| 2010                     | Riccardo Riccò            | Marco Marcato          | Leonardo Bertagnolli |
| 2011                     | Enrico Battaglin          | Davide Rebellin        | Dani Moreno          |
| 2012                     | Fabio Duarte              | Miguel Ángel Rubiano   | Matteo Rabottini     |
| 2013                     | Diego Ulissi              | Andrea Pasqualon       | Davide Villella      |
| 2014                     | Sonny Colbrelli           | Mauro Finetto          | Franco Pellizotti    |
| 2015                     | Eduard Prades             | Maurits Lammertink     | Mauro Finetto        |
| 2016                     | Sonny Colbrelli           | Andrea Pasqualon       | Carlos Barbero       |
| 2017                     | Andrea Pasqualon          | Sonny Colbrelli        | Francesco Gavazzi    |
| 2018                     | Juan José Lobato          | Sonny Colbrelli        | Gianni Moscon        |
| 2019                     | Alexej Lutsenko           | Sonny Colbrelli        | Simone Velasco       |
| 2020                     | Dion Smith                | Andrea Pasqualon       | Alexandr Riabushenko |
| 2021                     | Michael Valgren           | Sonny Colbrelli        | Mathieu Burgaudeau   |
| 2022                     | Daniel Martínez           | Odd Christian Eiking   | Guillaume Martin     |
| 2023                     | Marc Hirschi              | Pavel Sivakov          | Tadej Pogačar        |
| 2024                     | Marc Hirschi              | Gregor Mühlberger      | Anders Foldager      |
| 1977                     |                           |                        |                      |